# Pilisjászfalu, Pesta
Pilisjászfalu  este un sat în districtul Pilisvörösvár, județul Pesta, Ungaria, având o populație de 1.561 de locuitori (2011). 

## Demografie
Componența etnică a satului Pilisjászfalu
     Maghiari (95,06%)
     Germani (2,4%)
     Necunoscut (1,27%)
     Alții (1,27%)
Componența confesională a satului Pilisjászfalu
     Romano-catolici (37,67%)
     Fără religie (17,04%)
     Reformați (10,25%)
     Greco-catolici (1,67%)
     Atei (1,47%)
     Luterani (1,41%)
     Necunoscută (30,49%)
     Alte religii (1,15%)
Conform recensământului din 2011, satul Pilisjászfalu avea 1.561 de locuitori. Din punct de vedere etnic, majoritatea locuitorilor (95,06%) erau maghiari, cu o minoritate de germani (2,4%). Apartenența etnică nu este cunoscută în cazul a 1,27% din locuitori. Nu există o religie majoritară, locuitorii fiind romano-catolici (37,67%), persoane fără religie (17,04%), reformați (10,25%), greco-catolici (1,67%), atei (1,47%) și luterani (1,41%). Pentru 30,49% din locuitori nu este cunoscută apartenența confesională.